# Yoole
Yoole è un film documentario del 2010 diretto da Moussa Sene Absa.
Il film è stato presentato  al Festival del cinema africano, d'Asia e America Latina di Milano 2011.

## Trama
Nell'aprile del 2004 un'imbarcazione andò alla deriva lungo la costa orientale di Barbados con undici cadaveri. Le autorità scoprirono che era partita quattro mesi prima dal Senegal.
Il regista senegalese, che attualmente vive a Barbados e insegna all'Errol Barrow Centre for Creative Imagination, decise di tornare nel suo Paese d'origine e filmare giovani senegalesi, chiedendo loro di esprimersi sulla politica del governo di Abdoulaye Wade, al potere da dieci anni, e sul tradimento delle sue promesse.